# Telfs
Telfs é um município da Áustria, situado no distrito de Innsbruck-Land, no estado do Tirol. Tem 45,46 km² de área e sua população em 2019 foi estimada em 15.920 habitantes.